# Nelson Crisanto
Nelson René Crisanto Casildo (ur. 1976) – honduraski zapaśnik walczący w stylu wolnym. Szósty na igrzyskach panamerykańskich w 2003. Złoty medalista igrzysk Ameryki Środkowej i Karaibów w 2002. Mistrz igrzysk Ameryki Centralnej w 2001 roku.